# 菲利普·德波特
菲利普·德波特（英語：Philippe Desportes，1546年—1606年），文艺复兴时期欧洲作家。他出生于沙特尔，曾卷入法国宗教战争。他写作彼特拉克的十四行诗，并用诗体翻译了《圣经》的《诗篇》。

## 扩展阅读
- 本条目包含来自公有领域出版物的文本: Chisholm, Hugh (编). .  (第11版). London: Cambridge University Press. 1911.